# Municipio de San Pedro Totolápam
El municipio de San Pedro Totolápam es uno de los 570 municipios del estado mexicano de Oaxaca. Su cabecera es la localidad de San Pedro Totolápam.

## Geografía
El municipio de San Pedro Totolápam colinda al norte con los municipios de San Dionisio Ocotepec y Tlacolula de Matamoros; al este con el municipio de San Pedro Quiatoni; al sur con los municipios de San Carlos Yautepec y Santa María Zoquitlán; y al oeste con los municipios de Yaxe y Santiago Matatlán.

## Localidades
El municipio de San Pedro Totolápam cuenta con 13 localidades.
| Localidad           | Población (2020) |
| ------------------- | ---------------- |
| San Pedro Totolápam | 1756             |
| San José de Gracia  | 615              |
| El Trapichito       | 295              |

## Gobierno
El municipio de San Pedro Totolápam se rige mediante el sistema de usos y costumbres.
| Presidente municipal         | Periodo   |
| ---------------------------- | --------- |
| Julio Aragón Luis            | 1996-1998 |
| Gerardo Jarquín Díaz         | 1999-2000 |
| Emilio Díaz Altamirano       | 2000-2001 |
| Antonio Díaz Ríos            | 2002-2004 |
| Luis Díaz Pantoja            | 2005-2007 |
| Gerardo Jarquín Díaz         | 2008-2010 |
| Eleazar Palacios Sibaja      | 2011-2013 |
| Epigmenio Rafael Aragón Luis | 2013-2016 |
| Elsa Ramírez Jarquín         | 2017-2019 |
| Jesús León Ramírez           | 2020-2022 |
| Noé Cruz Cortés              | 2023-2025 |